# Gypsophila davurica
Gypsophila davurica là loài thực vật có hoa thuộc họ Cẩm chướng. Loài này được Turcz. ex Fenzl mô tả khoa học đầu tiên năm 1842.